# Antonín Vranický

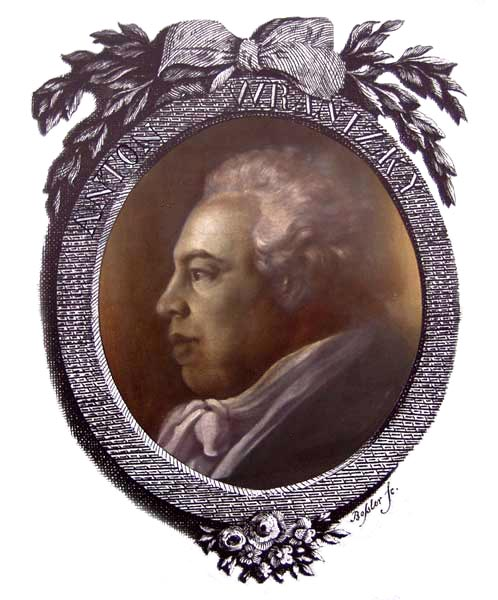
Anton Wranitzky

Antonín Vranický, noto anche nella forma germanizzata Anton Wranitzky (Neureisch, 13 giugno 1761 – Vienna, 6 agosto 1820), è stato un compositore moravo - austriaco, direttore d'orchestra e violinista del Classicismo viennese.

## La vita
Fratello minore del più noto compositore Paul Wranitzky, Antonín Vranický studiò filosofia a Olmütz e successivamente giurisprudenza e musica a Brno dal 1778 al 1782. Trasferitosi a Vienna nel 1783, studiò con Wolfgang Amadeus Mozart, Joseph Haydn e Johann Georg Albrechtsberger. Nel 1797 venne nominato Kapellmeister del Principe Lobkowitz prima a Praga e poi, fino alla morte, a Vienna. 
Dal 1807 fu inoltre direttore d'orchestra del Teatro di Corte di Vienna e dal 1º agosto 1814 direttore del Theater an der Wien.

## Le opere (catalogo incompleto)

### Con numero d'opus
- Op. 1 Tre quartetti per archi pubblicati da Hoffmeister intorno al 1803 (le date non si riferiscono necessariamente alle prime edizioni).
- Op. 2 Tre quartetti per archi (in do, fa e si bemolle) pubblicati a Vienna dal Magazin du Musique intorno al 1790. (La Duke University Library è in possesso di una copia)
- Op. 4 Tre quartetti per archi
- Op. 5 Sei quartetti per archi pubblicati da André intorno al 1800
- Op. 6 Sonate per violino con accompagnamento di basso (Se ne conserva una copia all'Aja)
- Op. 7 Variazioni per 2 violini (pubblicate da André nel 1807). Per le fonti vedi l'op. 6.
- Op. 8 Quintetti per archi (con due violoncelli). Il quintetto n. 2 in sol minore è stato ripubblicato da Schott (Magonza 2005) in una raccolta di quintetti classici per archi, assieme ad altri quintetti di Franz Krommer, Franz Anton Hoffmeister, Ignaz Pleyel, Giuseppe Cambini, Johann Brandl, Wenzel Pichl, Gaetano Brunetti, Antonio Capuzzi, Florian Leopold Gassmann e Francesco Zanetti. André pubblicò le opere nel 1802 come "Drei Quintetten für eine Violine, zwei Violen und zwei Violoncelle … 8tes. Werk." (Tre quintetti per un violino, due violini e due violoncelli op. 8)
- Op. 9 Duo per 2 violini (pubblicati nel 1804 da Imbault. Vedi Op. 6)
- Op. 10 Quintetto per archi per violino, due violini e due violoncello (pubblicato nel 1803, ripubblicato nel 1996)
- Op. 11 Concerto (n. 7?) per violino in do (pubblicato da Duhan nel 1804, ripubblicato nel 1958 in un'edizione della Český hudební Fonds a Praga
- Op. 20 Tre duo per due violini (ripubblicati da Walhall a Magdeburg nel 2002)
- Op. 56 Due sonate per violino e basso

### Senza numero d'opus
- "Musique du carrousel éxécuté par la noblesse de Vienne" (intorno al 1803)
- 20 variazioni per due violini (pubblicate nel 1791 a Vienna dal Magazin de musique)
- Cassazione in fa per 5 violini o 4 violini e fagotto (Rarities für Strings Publications in Bristol, Conn., 1979)
- Duo per violino e violoncello in do minore (Medici Music Press in Bellingham, Washington, c1985. Hrsg. von T. Donley Thomas
- Duo per violino e violoncello in sol minore (Medici Music Press in Bellingham, Washington, c1985)
- Sinfonie
  - Sinfonia in do minore, C4, a cura di Eva Hennigova-Dubova e pubblicata su "The Symphony in Hungary", The Symphony, 1720-1840. Series B ; v. 12. New York : Garland Publishing, Inc., 1984.
  - Sinfonia in re, a cura di Eva Hennigová, apparsa nella collana Maestri antichi boemi nel 1976.
  - Sinfonia in do (1796) Afrodite eseguita da Vladimír Válek e dalla Dvorak Chamber Orchestra.
- Trio per due oboi e corno inglese in do. Edizione moderna: Basilea, Svizzera: Edition Kneusslin, c1982. (Inciso)
- Sonata in eco in re per 4 flauti in do (ripubblicata da Zimmermann, Francoforte 2000)
- Trii in mi bemolle nn. 1-3 per violino, viola e corno (Edizioni Hanz Pizka, Kirchheim 1997)
- Concerti in la e in si bemolle per violino e orchestra (il secondo pubblicato in partitura pianistica nel 1944 da Artia, il primo in un'edizione a cura di Jindřich Feld, pubblicato nel 1933 da Z. Vlk a Prag come "Concerto n. 14"; dal nome si deduce pertanto che l'autore ne avesse composti più di una dozzina
- Ein Violin-Konzert in B-Dur für Violine von Antonin Vranicky (Concerto per violino in si bemolle di Antonin Vranicky), pubblicato da Musica Antiqua Bohemica nel 1965 in una riduzione pianistica
- Concerto in re minore per violoncello e orchestra
- Concerto in do maggiore per due viole e orchestra. Registrato diverse volte, partitura pubblicata nel 1948 a Praga: Český hudenbní fond, 1958, a cura di E. Hradecký
- Concerto per violino, violoncello e orchestra. Inciso da Musica Bohemica[1]
- Sestetto (composizione musicale)Sestetto per flauto, oboe, violino, due viole e violoncello
- XII variazioni per il Violineo solo supra la canzonetta Ich bin liederlich du bist liederlich (pubblicate nel 1798)
- 6 quartetti concertanti per archi senza numero d'opus (eseguiti dal Quartetto Martinů)
- Messa in mi bemolle (pubblicata nel 1985)
- Ottetto partita per fiati (legni e corni) in fa, attribuito in precedenza a Joseph Haydn.
- Quintetto per oboe, violino, viola, violoncello e contrabbasso in sol minore